# 포르히텐슈타인

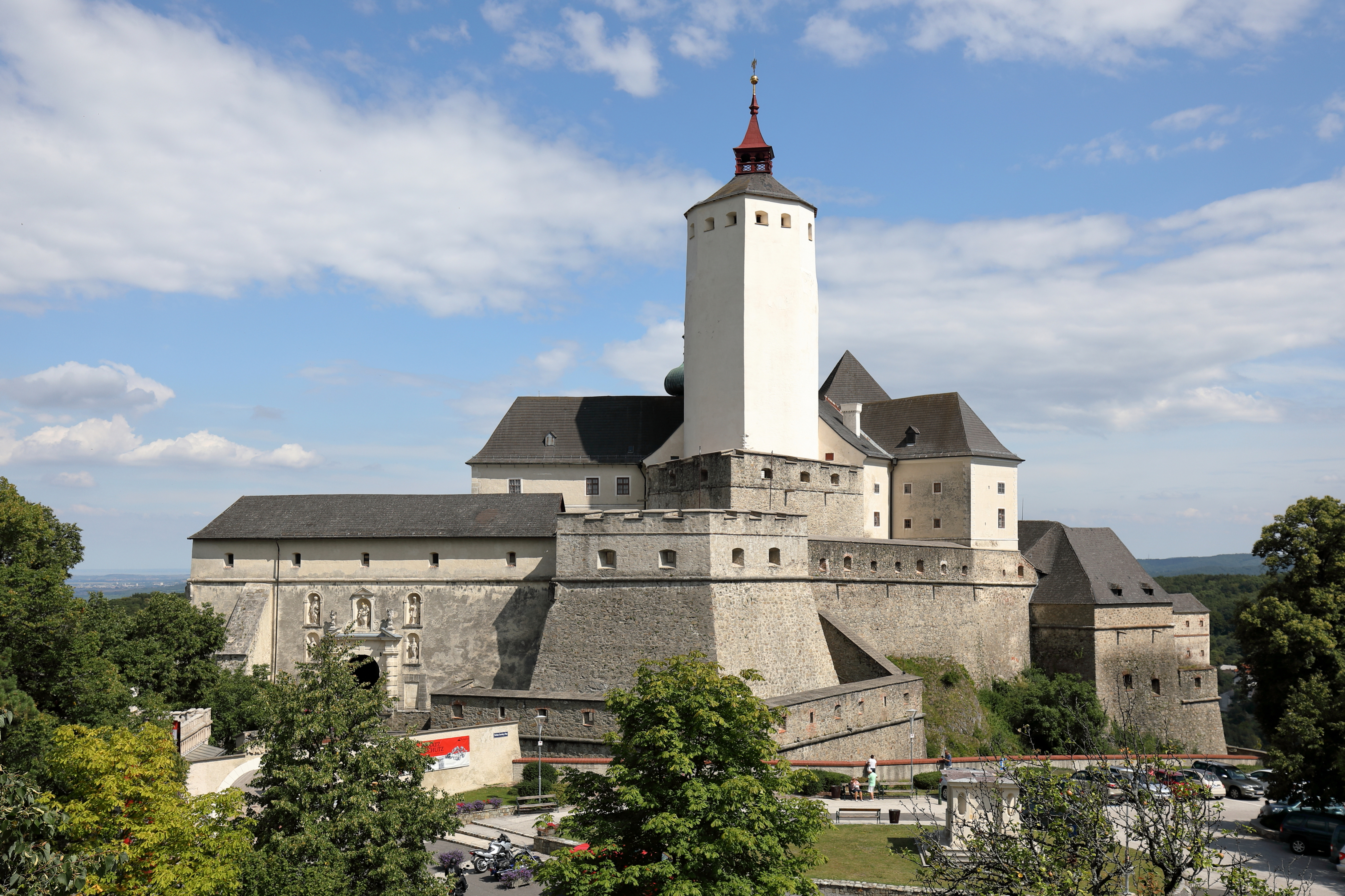
포르히텐슈타인성

포르히텐슈타인(독일어: Forchtenstein)은 오스트리아 부르겐란트주 마터스부르크군에 있는 도시다. 유명한 에스테르하지 가문의 여러 궁전 중 하나인 포르히텐슈타인성이 있는 곳이다.